# Norfolk (Connecticut)
Norfolk – miasto w Stanach Zjednoczonych, w stanie Connecticut, w hrabstwie Litchfield.